# Heterostemma dalzellii
Heterostemma dalzellii är en oleanderväxtart som beskrevs av Joseph Dalton Hooker. Heterostemma dalzellii ingår i släktet Heterostemma och familjen oleanderväxter. Inga underarter finns listade i Catalogue of Life.